# Benjamin Pierce (guvernör)
Benjamin Pierce, född 25 december 1757 i Chelmsford i Massachusetts Bay-provinsen, död 1 april 1839 i Hillsborough i New Hampshire, var en amerikansk politiker. Han var demokrat-republikan som New Hampshires guvernör 1827–1828, men representerade Demokratiska partiet under den andra mandatperioden 1829–1830 i och med att partiet i dess moderna form grundades 1828 med hans gamla parti som bas. Han var far till president Franklin Pierce.
Pierce efterträdde 1827 David L. Morril som guvernör och efterträddes 1828 av John Bell. Han tillträdde 1829 på nytt som guvernör och efterträddes 1830 av Matthew Harvey.